# Characiopsidaceae
Famille
Les Characiopsidaceae sont une famille d'algues de l'embranchement des Ochrophyta  de la classe des Xanthophyceae et de l’ordre des  Mischococcales.

## Étymologie
Le nom vient du genre type Characiopsis, composé du préfixe characi-, par allusion au genre Characium, et du suffixe -opsis, « semblable à », en référence à la ressemblance de ces deux genres qui sont pourtant dans des rangs taxonomiques très différents.

## Description
Le genre type Characiopsis est un organisme unicellulaire, solitaire ou formant des populations denses qui s'attachent à différents substrats tantôt directement par la base cellulaire, tantôt par un coussin basal, tantôt par un stipe lequel peut être robuste ou fragile, formant parfois un disque de jonction avec le substrat.
La cellule peut mesurer 15 à 90 µm de long et 2,5 à 12 µm de large et présente une morphologie extrêmement variable : globuleuse, ovoïdes, obovoïde, ellipsoïdale, fusiforme, cylindrique, en forme de bâtonnet ou de larme.

## Liste des genres
Selon AlgaeBase (12 mars 2022) :
- Characidiopsis Pascher
- Characiopsis (en) Borzì, 1895 genre type
- Chlorokoryne Pascher
- Chytridiochloris (Pascher) F.W.Jane
- Cytridiochloris Jane
- Dioxys Pascher
- Harpochytrium Lagerheim
- Lutherella Pascher
- Peroniella Gobi
- Peronyella Gobi
- Pseudocharaciopsis K.W.Lee & Bold